# HFSS

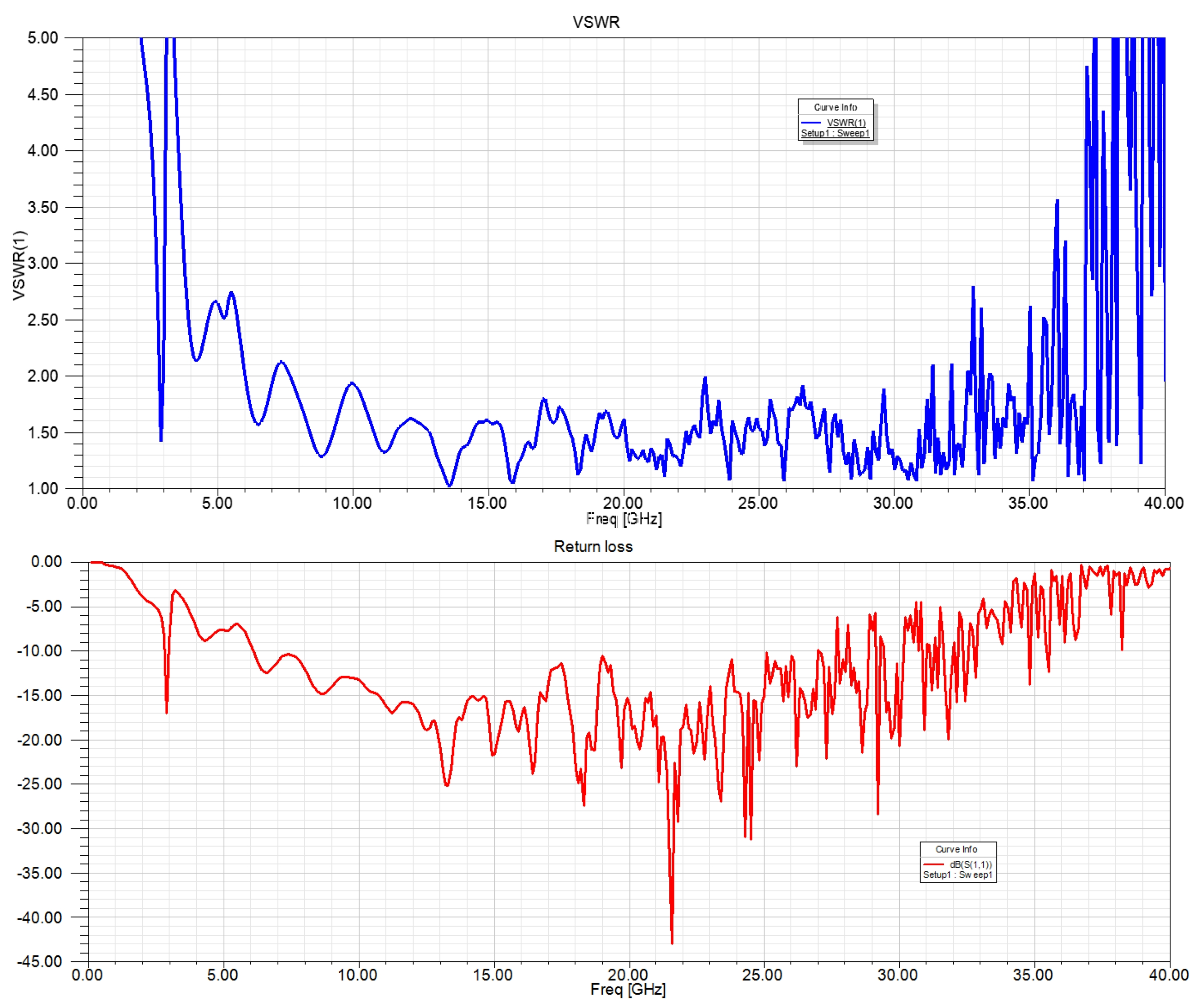
Пример расчёта коэффициента стоячей волны (VSWR) и возвратных потерь (Return Loss) антенн в ANSYS HFSS

HFSS (аббревиатура от High Frequency Structural Simulator) — коммерческая программа от компании ANSYS для получения S-параметров, создания SPICE-моделей и трехмерного моделирования электромагнитного поля методом конечных элементов.
Это один из нескольких коммерческих инструментов, используемых для разработки формы антенн и сложных элементов ВЧ/СВЧ-схем, включая фильтры, линии передач и пр. HFSS используется при проектировании встроенных в кристалл пассивных элементов, корпусов интегральных схем, разводки печатных плат и биомедицинских устройств.

HFSS был первоначально разработан профессором Золтаном Цендесом (Zoltan Cendes) и его студентами в университете Карнеги-Меллона. Профессор Цендес и его брат Николас Цендес основали компанию Ansoft и продали HFSS  около 1989 года, в результате маркетинговых отношений с Hewlett-Packard. Ныне относится к продукции Ansoft.
После различных деловых отношений в период 1996—2006 гг., структура HP (которая стал отделом Agilent EEsof EDA) и Ansoft пошли разными путями: Agilent с своей признанной программой FEM Element и Ansoft с продуктом HFSS, соответственно.
Ansoft позднее была приобретена компанией ANSYS Inc.